# Посацький Костянтин Андрійович
Костянти́н Андрійович Поса́цький (1816 року, с. Раків, Стрийський округ, Королівство Галичини та Володимирії, Австрійська імперія — ?) — селянин з Ракова, політичний та громадський діяч Галичини середини XIX століття, посол до Австрійського парламенту 1848 року.

## Життєпис
Народився в 1816 р. в селянській родині. Одружився в 1840 р. з Анною Брухалевич (+ 1861), мали 3 синів (1 помер дитиною) і 2 доньок (померли дітьми). Вдруге одружився в 1862 р. з Теклею Угринівською (1 син).

## Політична діяльність
Член Райхстагу від 10 липня 1848 року до 7 березня 1849 року. Обраний від Рожнятівського виборчого округу. 7 березня 1849 року парламент був розпущений і парламентарі втратили повноваження.
У 1848 р. — член-засновник просвітницького об'єднання «Галицько-руська матиця».